# Il boss
Il boss è un film noir del 1973 diretto da Fernando Di Leo.
Terzo e ultimo capitolo della trilogia del milieu di Fernando Di Leo, il film è ambientato in una Palermo cupa e prevalentemente notturna.

## Trama
Palermo. Nick Lanzetta, uno spietato sicario agli ordini di Don Giuseppe Daniello, si introduce in un piccolo cinema durante la proiezione di un film porno e stermina il boss Antonino Attardi e il suo clan, “colpevole” di aver accolto tra le sue file Cocchi, un affiliato della 'ndrangheta che vende informazioni alla commissione antimafia e mira a diventare membro di Cosa nostra. Il commissario Torri, incaricato delle indagini, parla con Cocchi, che vuole reclutare nuovi uomini per vendicarsi di Daniello insieme a Carlo Attardi, il fratello del defunto. Torri però avvisa Don Corrasco, il boss ai vertici dell'organizzazione mafiosa a cui è legato, dei progetti del calabrese.
Cocchi mette in atto la sua ritorsione e fa rapire Rina, figlia ventenne di Daniello, e chiede al boss di consegnarsi a loro in cambio della figlia. Don Giuseppe accetterebbe, ma Don Corrasco non è d'accordo e ordina a Lanzetta di sorvegliarlo e di impedirgli di soddisfare le richieste dei rapitori. Nel frattempo al questore arriva un rapporto dell'antimafia, che denuncia la collusione tra il commissario Torri e Don Corrasco.

Antonia Santilli (Rina Daniello) e Henry Silva (Nick Lanzetta) in una scena del film

I rapitori trovano un accordo con Daniello per il pagamento di 500 milioni di lire, ma Lanzetta uccide l'anziano boss prima che possa portare a termine lo scambio. Intanto Carlo Attardi, con la promessa di poter fuggire incolume negli Stati Uniti, confessa a Lanzetta che Rina è tenuta prigioniera dai suoi rapitori nelle vetrerie abbandonate di Randazzo. Lanzetta trova il nascondiglio e sorprende la ragazza che amoreggia con i suoi rapitori, in preda all'alcool e alla marijuana che le hanno fatto fumare. Dopo averli uccisi, porta Rina a casa sua e viene sedotto da lei, decidendo di tenerla con sé. Nel frattempo Carlo Attardi viene portato in una fornace da Pignataro, un gregario incaricato della sua custodia sino al ritrovamento di Rina. Questi, venendo meno alla promessa fatta allo stesso Attardi, lo getta vivo tra le fiamme su ordine di Don Corrasco.
Intanto Cocchi e i suoi uomini, travestiti da poliziotti, massacrano alcuni killer che non avevano rivelato loro chi ha liberato Rina. Nella trama interviene l'avvocato Rizzo, che parla a nome di alcuni misteriosi politici di Roma, che ordina a Don Corrasco di far cessare queste uccisioni, pena la perdita di appoggio da parte dei parlamentari. Ma Don Corrasco ordina a Lanzetta di radunare alcuni uomini per eliminare gli uomini di Cocchi, che però riesce a salvarsi durante la faida. Rizzo però continua a insistere di mettere a tacere la faccenda e chiedendo altrettanto la morte di Lanzetta, a cui occorre addossare la responsabilità degli ultimi omicidi avvenuti.
Don Corrasco chiede così al commissario Torri di organizzare una trappola contro Lanzetta, che viene però avvertito da Pignataro che lo aiuta a salvarsi. Il killer poi minaccia Torri con la pistola e gli ordina di far venire a casa sua Cocchi e i suoi uomini, che lo cercano per ucciderlo; appena i quattro arrivano, Lanzetta e Pignataro ingaggiano una violenta sparatoria contro di loro, massacrandoli tutti incluso Torri. Purtroppo, anche Rina rimane uccisa durante la sparatoria, in quanto era nascosta dietro una porta prima di rimanere colpita da una raffica di mitra.
I due decidono di chiudere i conti anche con Don Corrasco, e Pignataro lo uccide inscenando poi un massacro tra gli uomini di Cocchi e quelli del boss, onde allontanare ogni sospetto da lui e da Lanzetta. Quest'ultimo si rifugia in una baracca di montagna per aspettare che la situazione si calmi, ma Pignataro, dietro suggerimento dell'avvocato Rizzo, la fa esplodere per ucciderlo. Lanzetta è però riuscito a scappare in tempo e così gli spara, uccidendolo. Ora è lui il nuovo boss.
Il film si conclude con una misteriosa telefonata che arriva all'avvocato Rizzo e con la comparsa della scritta "continua...".

## Produzione
Rispetto al romanzo Il mafioso di Peter McCurtin (edito in Italia da Longanesi), il film presenta alcune importanti differenze:
- l'ambientazione si sposta da New York a Palermo;
- il personaggio di Cocchi nel libro è nero e si chiama Coakley;
- il finale, che Di Leo conclude ambiguamente, con una telefonata all'avvocato e la scritta "continua...".

## Distribuzione
Distribuito nei cinema italiani il 1º febbraio 1973, Il boss ha incassato complessivamente 774.172.000 lire dell'epoca.

## Controversie legali
Il 2 novembre dello stesso anno l'allora ministro dei rapporti con il parlamento Giovanni Gioia presentò una querela per diffamazione, in quanto sosteneva che in una scena del film (nella quale si faceva riferimento a una serie di nomi di mafiosi) veniva fatto il suo nome, insieme a quelli di Tommaso Buscetta e Salvo Lima. In seguito alla sua denuncia il film fu sequestrato e il regista, insieme al presidente della società di distribuzione e al legale della casa di produzione Daunia '70 furono convocati per il processo, che però non si fece mai, in quanto Gioia ritirò la denuncia.